# 吉祥女子中学校・高等学校
吉祥女子中学・高等学校（きちじょうじょしちゅうがく・こうとうがっこう）は、東京都武蔵野市吉祥寺東町に所在し、中高一貫教育を提供する私立女子中学校・高等学校。
高等学校において、生徒を募集しない完全中高一貫校。

## 概要
1938年に帝国第一高等女学校として設立。創立者は、帝国書院を創設した守屋荒美雄。「社会に貢献する自立した女性の育成」を標榜。創立者は開校直前に亡くなり、長男である守屋美賀雄がその遺志を継いだ。戦災の影響で武蔵野市に移転して1948年に吉祥女子高等学校が発足、現在に至る。2007年度より、完全中高一貫校となる。

## 建学の精神と校是
建学の精神は「社会に貢献する自立した女性の育成」である。
以下の3つを校是に掲げている。
1. 知的好奇心を育みましょう
2. 言葉と行動に責任を持ちましょう
3. 互いの価値観を尊重しましょう

## 沿革

### 年表
- 1938年（昭和13年） - 帝国第一高等女学校として東京市淀橋区（現：東京都新宿区）大久保に設立。
- 1946年（昭和21年） - 北多摩郡武蔵野町（現：武蔵野市）吉祥寺に移転。
- 1947年（昭和22年） - 吉祥女子中学校と改称。
- 1948年（昭和23年） - 吉祥女子高等学校発足。
- 1969年（昭和44年） - 芸術コース設置。
- 1971年（昭和46年） - 生徒の海外研修開始。
- 2003年（平成15年） - 創立65周年、本館新校舎完成。
- 2007年（平成19年） - 中高完全一貫制に移行。

## 交通
- JR中央線西荻窪駅より約徒歩8分。
- 上石神井駅から西武バス・関東バス 西03 「地蔵坂上」バス停下車、徒歩8分[3]。

## 著名な出身者
- 森下洋子
- myco
- 生稲晃子
- 釈由美子
- 和歌山静子
- 臼井理恵
- 赤坂真理
- 柴崎美穂
- 山形亜裕子
- 安東理紗
- 草野真梨子
- 三舩優子
- 富士村彩花
- 橋詰あずさ
- 椛田ちひろ
- 辻元玲子
- 西海奈穂子
- 木村郁美
- 久代萌美
- 出射由佳
- 榎本温子
- 山下昌子
- 戸島花
- 岡元あつこ
- 森下洋子
- 奏乃はると
- 原田葵[4]

## 制服
- 冬服 - ブレザー
- 夏服 - ブラウス

※中学は臙脂のストライプリボンまたはストライプネクタイをつける。高校は紺のストライプリボンまたはストライプネクタイをつける。高校生及びクールビズ期間中はストライプリボンやストライプネクタイは着用しなくても良い。オプションで、ニットベストやセーターなどがある。正装が求められる時にはブレザーの上着に白のブラウス、紺無地で三本取りプリーツのスカート、または紺無地スラックスを着用。日常ではオプションとして水色のブラウスとチェックのスカートも選択できる。